# 에이드리언 볼트
에이드리언 볼트 경(영어: Sir Adrian Boult, CH, 1889년 4월 8일 ~ 1983년 2월 22일)은 영국의 서양 고전 음악 지휘자이다. 편곡가와 평론가로도 활동했다.

## 생애
1889년 체셔주의 체스터에서 태어났다. 볼트가 2살 되던 해에 가족은 머지사이드주로 이사했고, 볼트는 그곳에서 음악을 배우기 시작했다.
볼트는 1908년 옥스퍼드 대학교 크라이스트 처치에 입학해 역사를 전공했으나, 나중에 음악으로 전공을 바꿨다. 이후 독일 라이프치히 음악원에서 음악 공부를 계속했다.
1914년 2월 27일, 웨스트커비 퍼블릭 홀(West Kirby Public Hall)에서 지휘자로 데뷔하였다.
1981년 은퇴하였다.

## 서훈
- 1937년 기사작위(Knight Bachelor) 서임[1]
- 1969년 컴패니언 오브 아너(CH; Order of the Companions of Honour)[2]